# 旭南海丈一郎
旭南海 丈一郎（きょくなんかい じょういちろう、1977年12月14日 - ）は、鹿児島県大島郡天城町出身で大島部屋に所属した元大相撲力士。本名は健 博一（けん ひろかず）、愛称はケン。身長180cm、体重142kg、血液型はA型。得意手は食い下がり、出し投げ、左四つ。最高位は東前頭16枚目（2010年9月場所）。2011年の大相撲八百長問題にて引退勧告処分を受け、引退した。

## 来歴
1992年に同郷の徳之島出身である大島部屋の旭道山が徳之島へスカウトに来た際に自ら入門を志願して、中学卒業と同時に大島部屋に入門し、1993年3月場所において初土俵を踏んだ。1995年11月場所に三段目へ昇進し、1999年11月場所に幕下へ昇進したものの、幕下昇進から5年以上にわたって幕下中位から下位に在位し続けた。
2005年3月場所では東幕下9枚目の位置で6勝1敗の成績を挙げて優勝決定戦まで進出し、7人による優勝決定戦も制して初の幕下優勝を果たした。翌5月場所でも東幕下2枚目の位置で6勝1敗と勝ち越しを決め、同年7月場所において新十両へ昇進した。幕下生活が長くなり関取を諦めかけていた際に励みになったのは、戦後最年長で新十両昇進を果たした出羽の郷の存在だったという。自己最高位となる西十両6枚目の位置で迎えた2006年3月場所では自身初の二桁勝利となる10勝5敗の好成績を挙げた。翌5月場所では西十両2枚目の位置まで番付を上げたものの4勝11敗と大敗して、場所後の新入幕は果たせなかった。2007年11月場所では西十両13枚目の位置で6勝9敗と負け越し、翌2008年1月場所では幕下へ陥落したものの、翌3月場所において十両へ復帰した。以降は幕下に陥落することなく、主に十両中位から下位に定着していた。
2010年7月場所では西十両12枚目の位置で10勝5敗の成績を挙げる。通常ならば幕内へは昇進できない位置と成績だが、大相撲野球賭博問題の影響で多数の謹慎休場者が出たことにより幕内の枠が9つ空いたため、番付を一気に上げて翌9月場所において新入幕を果たした。初土俵から所要105場所の新入幕は、同じ鹿児島県出身の星岩涛に次ぐ史上2位のスロー記録となった。その9月場所では4勝11敗と大敗して1場所で十両へ陥落し、結果的に、この9月場所が本人にとって唯一の幕内在位場所となった。
2011年の大相撲八百長問題では22代竹縄親方（元幕内・春日錦）と恵那司とのEメールの内容に名前が挙がり、その後の特別調査委員会の調査により、同年4月1日に日本相撲協会からの引退勧告を受けた。本人は八百長への関与を否定したものの、処分されても日本相撲協会を相手に訴訟は起こさない意向を示し、同年4月5日に引退届を提出して受理された。同年4月28日にアントニオ猪木の招待を受けてイノキ・ゲノム・フェデレーション（IGF）『GENOME15』の観戦に訪れた。本人は引退直後にプロレスへの参戦を示唆していたものの、結局は妻の実家のある福岡に引っ越すことを表明し、その後の動向は明らかになっていない。

## 主な成績

### 通算成績
- 通算成績：512勝493敗9休 勝率.509
- 幕内成績：4勝11敗 勝率.267
- 十両成績：233勝245敗2休 勝率.487
- 現役在位：108場所
- 幕内在位：1場所
- 十両在位：32場所

### 各段優勝
- 幕下優勝：1回（2005年3月場所）

### 場所別成績
| | 一月場所 初場所（東京） | 三月場所 春場所（大阪） | 五月場所 夏場所（東京）    | 七月場所 名古屋場所（愛知） | 九月場所 秋場所（東京） | 十一月場所 九州場所（福岡） |
| --- | ----------------------- | ----------------------- | -------------------------- | --------------------------- | ----------------------- | --------------------------- |
| 1993年 （平成5年） | x                       | （前相撲）              | 西序ノ口9枚目 3–4          | 東序ノ口16枚目 4–3          | 西序二段171枚目 3–4     | 東序ノ口6枚目 5–2           |
| 1994年 （平成6年） | 東序二段136枚目 4–3     | 西序二段107枚目 3–4     | 東序二段126枚目 休場 0–0–7 | 西序二段196枚目 6–1         | 東序二段94枚目 5–2      | 東序二段44枚目 4–3          |
| 1995年 （平成7年） | 東序二段21枚目 4–3      | 西序二段筆頭 1–6        | 東序二段41枚目 3–4         | 西序二段57枚目 5–2          | 西序二段20枚目 4–3      | 東三段目99枚目 2–5          |
| 1996年 （平成8年） | 西序二段32枚目 3–4      | 東序二段54枚目 5–2      | 東序二段11枚目 4–3         | 東三段目90枚目 5–2          | 東三段目57枚目 3–4      | 東三段目73枚目 1–6          |
| 1997年 （平成9年） | 西序二段15枚目 5–2      | 西三段目81枚目 4–3      | 東三段目65枚目 4–3         | 西三段目46枚目 4–3          | 西三段目33枚目 1–6      | 西三段目65枚目 3–4          |
| 1998年 （平成10年） | 西三段目77枚目 1–6      | 西序二段11枚目 4–3      | 東三段目93枚目 5–2         | 東三段目59枚目 4–3          | 西三段目39枚目 5–2      | 東三段目13枚目 3–4          |
| 1999年 （平成11年） | 西三段目27枚目 5–2      | 西幕下60枚目 3–4        | 東三段目16枚目 2–5         | 西三段目35枚目 5–2          | 東三段目8枚目 5–2       | 東幕下48枚目 4–3            |
| 2000年 （平成12年） | 西幕下39枚目 4–3        | 西幕下31枚目 4–3        | 西幕下26枚目 2–5           | 西幕下42枚目 1–6            | 東三段目10枚目 4–3      | 西幕下58枚目 4–3            |
| 2001年 （平成13年） | 東幕下49枚目 6–1        | 東幕下24枚目 4–3        | 西幕下20枚目 1–6           | 西幕下42枚目 3–4            | 東幕下58枚目 5–2        | 東幕下37枚目 5–2            |
| 2002年 （平成14年） | 東幕下21枚目 2–5        | 東幕下37枚目 3–4        | 東幕下45枚目 3–4           | 東幕下54枚目 6–1            | 東幕下24枚目 3–4        | 東幕下32枚目 4–3            |
| 2003年 （平成15年） | 東幕下24枚目 4–3        | 東幕下19枚目 5–2        | 西幕下10枚目 3–4           | 西幕下16枚目 2–5            | 西幕下33枚目 4–3        | 西幕下27枚目 4–3            |
| 2004年 （平成16年） | 西幕下20枚目 3–4        | 西幕下27枚目 4–3        | 東幕下21枚目 4–3           | 東幕下16枚目 5–2            | 西幕下9枚目 4–3         | 東幕下6枚目 5–2             |
| 2005年 （平成17年） | 東幕下2枚目 3–5         | 東幕下9枚目 6–1         | 西幕下2枚目 6–1            | 東十両12枚目 8–7            | 東十両9枚目 7–8         | 西十両9枚目 6–9             |
| 2006年 （平成18年） | 東十両11枚目 9–6        | 西十両6枚目 10–5        | 西十両2枚目 4–11           | 西十両9枚目 6–9             | 西十両13枚目 8–7        | 西十両12枚目 9–6            |
| 2007年 （平成19年） | 西十両8枚目 6–9         | 西十両11枚目 6–9        | 西十両14枚目 8–7           | 東十両11枚目 7–8            | 西十両12枚目 7–8        | 西十両13枚目 6–9            |
| 2008年 （平成20年） | 東幕下筆頭 5–2          | 東十両11枚目 8–7        | 東十両8枚目 7–8            | 西十両9枚目 9–6             | 西十両5枚目 7–8         | 東十両6枚目 9–6             |
| 2009年 （平成21年） | 西十両2枚目 4–11        | 西十両10枚目 8–7        | 西十両8枚目 8–7            | 東十両6枚目 6–9             | 東十両10枚目 8–5–2      | 東十両7枚目 6–9             |
| 2010年 （平成22年） | 東十両12枚目 9–6        | 東十両7枚目 6–9         | 西十両9枚目 6–9            | 西十両12枚目 10–5           | 東前頭16枚目 4–11       | 東十両5枚目 10–5            |
| 2011年 （平成23年） | 西十両筆頭 5–10         | 八百長問題 により中止   | 東十両6枚目 引退 –         | x                           | x                       | x                           |
| 各欄の数字は、「勝ち-負け-休場」を示す。 優勝 引退 休場 十両 幕下 三賞：敢=敢闘賞、殊=殊勲賞、技=技能賞 その他：★=金星 番付階級：幕内 - 十両 - 幕下 - 三段目 - 序二段 - 序ノ口 幕内序列：横綱 - 大関 - 関脇 - 小結 - 前頭（「#数字」は各位内の序列） |                         |                         |                            |                             |                         |                             |

引退時の番付は2011年2月28日発表の順席による。

### 幕内対戦成績
| 力士名   | 勝数 | 負数 | 力士名 | 勝数 | 負数 | 力士名 | 勝数 | 負数 | 力士名 | 勝数 | 負数 |
| -------- | ---- | ---- | ------ | ---- | ---- | ------ | ---- | ---- | ------ | ---- | ---- |
| 臥牙丸   | 1    | 0    | 垣添   | 1    | 0    | 春日王 | 0    | 1    | 北太樹 | 0    | 1    |
| 光龍     | 0    | 1    | 琴春日 | 0    | 1    | 豪風   | 0    | 1    | 玉鷲   | 0    | 1    |
| 土佐ノ海 | 0    | 1    | 栃乃洋 | 1    | 0    | 豊桜   | 1    | 0    | 北勝力 | 0    | 1    |
| 猛虎浪   | 0    | 1    |        |      |      |        |      |      |        |      |      |

## 改名歴
- 健 博一（けん ひろかず）1993年3月場所-1995年3月場所
- 旭南海 博一（きょくなんかい -）1995年5月場所-2003年9月場所
- 旭南海 𠀋一郎（- じょういちろう）2003年11月場所-2007年5月場所
- 旭南海 丈一郎（- じょういちろう）2007年7月場所-2010年9月場所
- 旭南海 廣光（- ひろみつ）2010年11月場所-2011年5月技量審査場所

旭南海 丈一郎の「丈一郎」は、尊敬するプロボクサー・辰吉丈一郎にあやかり旭道山によって名付けられた。